# Viktor (luchador)
Eric Thompson (4 de diciembre de 1980) es un luchador profesional canadiense. Thompson es conocido por el trabajo que realizó para la WWE bajo el nombre de Viktor, en donde formó parte del equipo The Ascension junto con Konnor.
Mientras competía en el territorio de desarrollo de la WWE, NXT, tuvo el reinado más largo de la historia con los Campeonatos en Parejas de NXT junto con Konnor. También tuvo en una ocasión los Campeonatos Mundiales en Parejas de Florida junto con Brad Maddox. Anteriormente trabajó bajo el nombre de Apoc para la Ohio Valley Wrestling, en donde tuvo un reinado con el Campeonato de Peso Pesado de OVW.

## Carrera

### Circuito independiente (1999-2011)
Apoc comenzó su carrera en el Hart Dungeon, en las enseñanzas de Bruce Hart y Jim Ross. También recibió entrenamiento bajo Tokyo Joe. Él comenzó a trabajar para Stampede Wrestling en 2001 como Bishop, que más tarde sería rebautizado como "Apocalypse, que él continuó trabajando hasta el 2008. En Stampede Wrestling, ganó el Campeonato Peso Pesado de América del Norte. También ocupó el Tag Team Championship Internacional dos veces con su socio David Swift. Hizo una gira con New Japan Pro Wrestling como "The Shadow", en noviembre y diciembre de 2003. En su primer combate, se asoció con Scott Norton contra Josh Barnett y Hiroyoshi Tenzan. También tuvo combates contra Tenzan y Manabu Nakanishi. Además, se asoció con Norton frecuentemente en la gira. APOC se estrenaría bajo el nombre de Apocalypse en la Derby City Wrestling en un Battle Royal de 30 hombres, que fue finalmente sería ganada por Eléctrico. Apocalypse se asociaría con Al Barone a participar en el Torneo Tag Team Titles DCW pero fueron derrotados por Damian Adams & Jamin Olivencia en la primera ronda. Apocalipsis llegó a la final del Torneo Campeonato DCW pero perdería a gato grande. Para el resto de 2008, Apocalypse formarían varios equipos con etiqueta Kharn Alexander, Lilas Vaughn y Fang.
El 16 de enero de 2008, APOC apareció con su nuevo nombre Erik Doom y perdió ante Justin LaRouche. Él continuaría perdiendo la mayoría de sus partidos, que es habitual en casi todas las promociones de lucha libre. Doom y Alexander Kharn perdido a Los Locos (Ramón y Raúl) en un combate por el OVW Southern Tag Team Championship. Él volvió a su antiguo nombre, el Apocalipsis, antes de ser rebautizado Apoc finales de primavera. El 21 de mayo, Apoc pelió contra Nick Dinsmore por el OVW Heavyweight Championship, pero perdió. Apoc asoció con Vaughn Lilas durante varios meses antes de ganar el OVW Southern Tag Team Championship de Darriel Kelly & Josh Lowry. El equipo perdería los títulos a dinero sucio y el cardenal Scott en un combate del campeonato vs $1000. Después de que el equipo pierde el combate y los dos comenzaron un feudo por el Campeonato de OVW Heavyweight Championship que Vaughn estaba llevando a cabo actualmente. En febrero, Apoc vence a Vaughn para el campeonato y lo mantenga durante dos meses antes de perderlo a Vaughn de nuevo y recuperar el campeonato en mayo. Se iba a perder el campeonato a Low Rider. Si bien la Lucha libre profesional en Canadá en 2010, Apoc principalmente luchó para WFX Wrestling Wrestling Alliance y Prairie. Él derrotó a Jack Sloan por el campeonato de peso pesado canadiense PWA dos veces, pero no en ambas ocasiones. Formó un establo con Kevin Thorn y Gangrel y participó en el Torneo WFX Tag Team Championship, pero fue en la primera ronda. Se iba a la pelea con el PWE Mayhem Campeón Randy Myers, después de perder un par de veces, APOC derrotado Myers en un dos de tres caídas partido por el campeonato.

### WWE (2011-2019)

#### Florida Championship Wrestling (2011–2012)
En febrero de 2011, Thompson firmó un contrato de desarrollo con World Wrestling Entertainment (WWE) y fue asignado al territorio de desarrollo Florida Championship Wrestling bajo el nombre de Rick Victor. Hizo su debut televisivo en el episodio del 29 de mayo de 2011 de FCW, siendo derrotado junto con Leo Kruger por Hunico & Epico. En el episodio del 31 de julio de FCW, Victor desafió a Seth Rollins a una lucha por el Campeonato 15 de FCW, pero fue derrotado. Durante los meses de abril y mayo de 2012, Victor formó una alianza con Anti-Divas (Sofia Cortez and Paige). En un evento en vivo de FCW el 16 de junio de 2012, Victor derrotó a Seth Rollins para ganar el Campeonato Peso Pesado de FCW por primera vez en su carrera. Inmediatamente después, perdió el título ante Bo Dallas en otro combate. Victor recuperó el campeonato tras derrotar a Dallas en otro evento en vivo de la FCW el 13 de julio de 2012, convirtiéndose en campeón por segunda vez en su carrera. Sin embargo, lo perdió ante Richie Steamboat una semana después. El 28 de julio de 2012, Victor ganó los Campeonatos Mundiales en Parejas de Florida junto con Brad Maddox.

#### NXT (2012-2014)
Cuando WWE renombró su territorio de desarrollo FCW a NXT, el debut televisivo de Victor tuvo lugar en el episodio del 20 de junio de la reiniciada NXT, grabado en Full Sail University, en donde fue derrotado por Bo Dallas. En el episodio del 12 de septiembre de NXT, Victor confrontó y abofeteó al Campeón de NXT Seth Rollins, lo que los llevó a enfrentarse en una lucha sin el título en juego la siguiente semana en NXT.
Victor resurgió casi un año después en NXT cuando se convirtió en el compañero de equipo de Conor O'Brian en The Ascension. El 12 de septiembre, The Ascension derrotó a Adrian Neville & Corey Graves para ganar los Campeonatos en Parejas de NXT. El 10 de noviembre, los nombres de Victor y O'Brian fueron cambiados a simplemente Viktor y Konnor, respectivamente. El 27 de febrero de 2014 en NXT Arrival, The Ascension defendió con éxito los títulos contra Too Cool, así como también lo hicieron contra El Local & Kalisto el 29 de mayo en NXT TakeOver.
The Ascension hizo una aparición en el roster principal de WWE en la edición del 9 de septiembre de Main Event, derrotando a Los Matadores para promover su defensa de los títulos contra Sin Cara & Kalisto en NXT TakeOver: Fatal 4-Way. En ese evento, The Ascesion perdió los campeonatos ante Sin Cara & Kalisto (ahora conocidos como The Lucha Dragons). Más tarde esa misma noche, The Ascension atacó al debutante Hideo Itami, por lo que fueron expulsados. La semana siguiente, The Ascension volvió a atacar a Itami después de competir en su primera lucha en NXT. En la edición del 25 de septiembre de NXT, Viktor & Konnor fueron derrotados por The Lucha Dragons en su revancha por los títulos después de que Itami apareciera, distrayendo a Konnor.

#### 2014-2015

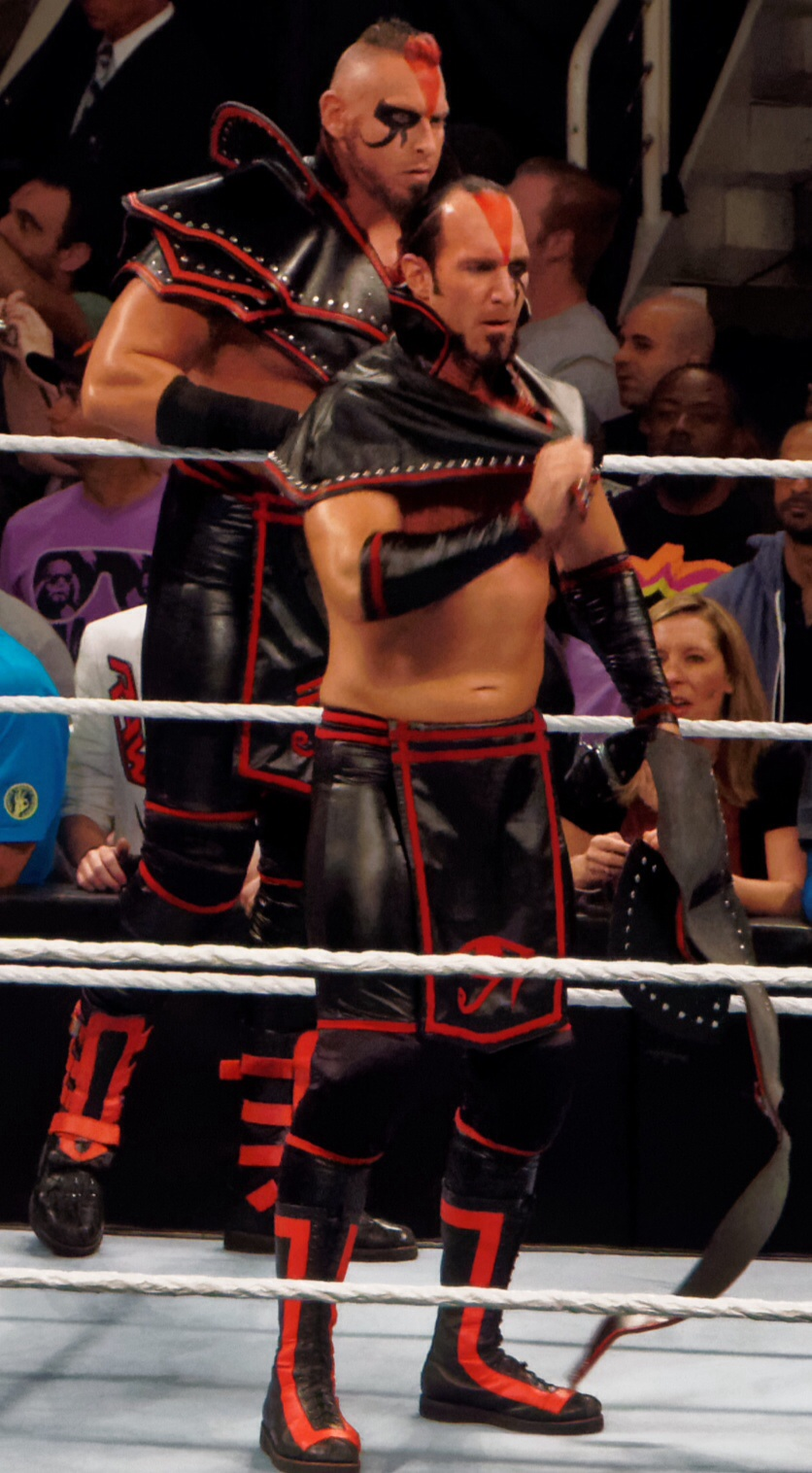
Viktor y Konnor, como The Ascension, en marzo de 2015.

En el episodio del 12 de diciembre de SmackDown, se emitió una viñeta de The Ascension con pintura facial, promocionando su debut en el roster principal. Después de varias semanas de estarse emitiendo dicho promo, The Ascension hizo su debut en el episodio del 29 de diciembre de Raw, derrotando rápidamente a The Miz & Damien Mizdow. Desde su debut, Viktor & Konnor han afirmado con frecuencia ser mejores que equipos legendarios como Demolition y The Road Warriors. La primera gran victoria del equipo en el roster principal fue sobre The New Age Outlaws en Royal Rumble. The Ascension tuvo su primera derrota como parte del roster principal en el episodio del 23 de febrero de 2015 de Raw, cuando perdieron una lucha contra The Prime Time Players. En WrestleMania 31, tanto Viktor como Konnor participaron en el André the Giant Memorial Battle Royal, en donde ninguno de los dos logró ganar el combate. En la edición del 30 de marzo de Raw, The Ascension se asoció con Cesaro & Tyson Kidd para enfrentarse a The New Day & The Lucha Dragons, pero fueron derrotados. En el episodio del 4 de mayo de Raw, The Ascension se enfrentó a Cesaro & Kidd, pero no lograron llevarse la victoria. La semana siguiente en Raw, durante una lucha entre Curtis Axel y Damien Sandow (quien estaba disfrazado de Macho Mandow), The Ascension apareció para atacarlos a ambos. Debido a eso, se anunció que The Ascension se enfrentaría a Axel & Mandow en el Pre-Show de Payback, en donde lograron derrotarlos. El 21 de mayo en SmackDown, se anunció que The Ascension participaría en el primer Tag Team Elimination Chamber Match de la historia por los Campeonatos en Parejas de WWE en Elimination Chamber. En esa lucha, Viktor & Konnor eliminaron a The Lucha Dragons y Los Matadores pero fueron eliminados por The Prime Time Players, perdiendo de esa manera el combate.
En el episodio del 3 de septiembre de SmackDown, The Ascension se aliaron con Stardust cuando atacaron a Neville antes de su lucha. En el Pre-Show de Night of Champions, The Ascension & Stardust derrotaron a Neville & The Lucha Dragons. Tras eso, de regreso temporalmente a NXT, The Ascension compitieron en el torneo Dusty Rhodes Tag Team Classic, en donde fueron derrotados por Baron Corbin & Rhyno en la primera ronda. En el Kick-Off de Survivor Series, The Cosmic Wasteland (Viktor, Konnor & Stardust), The Miz & Bo Dallas fueron derrotados por Goldust (quien hacía su regreso), The Dudley Boyz, Titus O'Neil & Neville en un Survivor Series Traditional Match.

#### 2016
En el Pre-Show de Royal Rumble, The Ascension compitió en un Fatal 4-Way Tag Team Match en el cual los ganadores obtendrían un lugar en el Royal Rumble Match, pero no lograron llevarse la victoria. En WrestleMania 32, Viktor participó en el André the Giant Memorial Battle Royal, pero fue eliminado. El 16 de abril, WWE suspendió a Konnor por 60 días debido a su segunda violación al programa de bienestar de talentos de la compañía. Durante dicha suspensión, Viktor comenzó a luchar individualmente, principalmente en Superstars y Main Event, durante los eventos en vivo del mes de abril se unió a The Social Outcasts y en el episodio del 2 de mayo de Raw, participó en un Battle Royal para determinar al contendiente #1 por el Campeonato de los Estados Unidos, pero el ganador fue Rusev. En la edición del 24 de mayo de Main Event, Viktor se enfrentó a Apollo Crews, pero fue derrotado. En el episodio del 24 de junio de Superstars, Konnor hizo su regreso y juntos como The Ascension se enfrentaron a The Golden Truth (Goldust & R-Truth), pero fueron derrotados.
El 19 de julio, The Ascension fue mandada a SmackDown debido al Draft y a la nueva separación de marcas. En el episodio del 26 de julio de SmackDown, tanto Viktor como Konnor participaron en un Battle Royal por un lugar en el Six-Pack Challenge Elimination Match para determinar al contendiente #1 por el Campeonato Mundial de WWE, el cual fue ganado por Apollo Crews. En el Kick-Off de SummerSlam, The Ascension compitió en un 12-Man Tag Team Match, pero su equipo fue derrotado. Luego de eso, The Ascension ingresó a un torneo por los inaugurales Campeonatos en Parejas de SmackDown, pero fueron derrotados por The Usos en la primera ronda. En el episodio del 27 de septiembre de SmackDown, The Ascension obtuvo su primera victoria en la marca después del Draft cuando junto con The Usos derrotaron a Heath Slater, Rhyno & American Alpha. En el Pre-Show de No Mercy, The Ascension & The Vaudevillains fueron derrotados por American Alpha & The Hype Bros. En el episodio del 25 octubre de SmackDown, The Ascension se enfrentó a The Hype Bros en una lucha clasificatoria al Traditional Survivor Series Elimination Tag Team match, pero no lograron llevarse la victoria. El 15 de noviembre en SmackDown, The Ascension, The Vaudevillains, The Headbangers & The Spirit Squad se enfrentaron a American Alpha, The Hype Bros, The Usos & Breezango, pero fueron derrotados. En el episodio del 22 de noviembre de SmackDown, The Ascension compitió en un Tag Team Turmoil Match para determinar a los contendientes #1 por los Campeonatos en Parejas de SmackDown, pero no lograron ganar. En el Pre-Show de TLC: Tables, Ladders & Chairs, The Ascension, The Vaudevillains & Curt Hawkins fueron derrotados por American Alpha, The Hype Bros & Apollo Crews. El 6 de diciembre en SmackDown, The Ascension fue derrotado por The Hype Bros.

#### 2017
En el episodio del 24 de enero de SmackDown, Viktor compitió en un 10-Man Over the Top Rope Challenge en la cual el ganador podría ingresar en el Royal Rumble Match, pero fue ganado por Mojo Rawley. Más tarde esa misma noche, Viktor y Konnor fungieron como leñadores durante el Lumberjack Match por el Campeonato Intercontinental entre Dean Ambrose y The Miz. La siguiente semana en SmackDown, The Ascension estuvo involucrado en una pelea con otros equipos cuando American Alpha realizó un desafío abierto por los Campeonatos en Parejas de SmackDown. El 7 de febrero en SmackDown, The Ascension, The Vaudevillains & The Usos derrotaron a American Alpha, Breezango, Heath Slater & Rhyno cuando Viktor inmovilizó a Rhyno. En Elimination Chamber, The Ascension compitió en un Tag Team Turmoil Match por los Campeonatos en Parejas de SmackDown, pero fue el último equipo eliminado. En el episodio del 14 de febrero de SmackDown, The Ascension fue derrotado por American Alpha.
En WrestleMania 33, Viktor y Konnor participaron individualmente en el André the Giant Memorial Battle Royal, pero ambos terminaron siendo eliminados. En el episodio del 25 de abril de SmackDown, The Ascension fue derrotado por Breezango en un Beat The Clock Challenge para determinar a los contendientes #1 por los Campeonatos en Parejas de SmackDown. El 9 de mayo en SmackDown, The Ascension fue derrotado nuevamente por Breezango. En Money in the Bank, The Ascension se enfrentó una vez más a Breezango, pero no logró llevarse la victoria. En el episodio del 27 de junio de SmackDown, The Ascension fue interrogado por Breezango en el segmento "Fashion Vice". El 4 de julio en SmackDown, Viktor participó en el Independence Day Battle Royal para determinar al retador #1 por el Campeonato de los Estados Unidos, pero el ganador fue AJ Styles. En Battleground, durante otra edición del "Fashion Vice", The Ascension trató de atribuirse el mérito de los recientes ataques hacia Breezango y de la destrucción de la oficina de estos, pero no funcionó ya que Fandango y Tyler Breeze fueron atacados por atacantes desconocidos. Durante septiembre y octubre, el dúo se volvió face cuando comenzaron a tratar de hacerse amigos de Breezango durante los segmentos de "Fashion Files". El dúo consolidó su cambio a face cuando se unieron con Tye Dillinger para derrotar a Mike Kanellis & The Bludgeon Brothers en un evento en vivo en Padua, Italia. No aparecerían en la televisión hasta el episodio del 21 de noviembre de SmackDown, donde el dúo se encontraba entre los muchos leñadores en un Lumberjack match entre The New Day contra Kevin Owens & Sami Zayn. En el episodio del 28 de noviembre de SmackDown, el dúo junto con Breezango, formaron parte de un segmento de "Fashion Files" que parodiaba la primera película de Saw, donde los cuatro tenían que liberarse de las cadenas y escapar de una habitación en 60 segundos antes de que se llenara con "gas venenoso". El dúo se "sacrificó" para que Breezango pudiera escapar antes de que se apagara el gas.  El 12 de diciembre, WWE publicó un episodio "muy especial" de "Fashion Files" en su canal de YouTube, donde Breezango realiza un funeral por Konnor y Victor, asumiendo que habían perecido del "gas venenoso", solo para que el dúo revelara que sobrevivieron al gas, luego procedieron a hacer que Breezango desafiara a The Bludgeon Brothers a una lucha por equipos en Clash of Champions, para consternación de Breezango. En el episodio del 26 de diciembre de SmackDown, Breezango se enfrentó a The Bludgeon Brothers en una lucha de revancha de Clash of Champions, pero durante el combate, The Ascension intervino, salvando a Breezango de The Bludgeon Brothers y más tarde entre bastidores el dúo declaró que The Bludgeon Brothers habían ido demasiado lejos y aceptaron otra lucha de revancha en nombre de Breezango.

#### 2018-2019
En el episodio del 9 de enero de 2018 de SmackDown, The Ascension sufrió una rápida derrota a manos de The Bludgeon Brothers. Desde entonces, el dúo ha estado caracterizando personajes en las parodias de "Fashion Files" de Breezango. El dúo participó en la quinta edición anual del André the Giant Memorial Battle Royal en WrestleMania 34, con Konnor siendo el primero del dúo en ser eliminado, seguido minutos después por Viktor. Durante el Superstar Shake-up, tanto The Ascension como Breezango fueron traspasados a Raw. En el episodio del 23 de abril de Raw, The Ascension, una vez más como heel, fue derrotado por Matt Hardy & Bray Wyatt. En el evento Greatest Royal Rumble, desde Jeddah, Arabia Saudita, Viktor ingresó al Greatest Royal Rumble match como el #8, pero fue eliminado por Daniel Bryan.  En el episodio del 3 de septiembre de Raw, The Ascension fue derrotado por el equipo recién formado por Bobby Roode & Chad Gable. Durante las siguientes semanas en Raw, The Ascension intercambiarían victorias sobre Gable & Roode en luchas individuales y por equipos.
En el episodio del 12 de noviembre de Raw, The Ascension compitió en un Tag Team Battle Royal para determinar al equipo capitán del Team Raw para un Traditional Survivor Series Elimination Tag Team match en Survivor Series, pero fueron el último equipo eliminado por los eventuales ganadores Chad Gable & Bobby Roode. Sin embargo, el equipo fue añadido al Team Raw junto con los otros equipos perdedores. En el kick-off del evento, el Team Raw fue derrotado por el Team SmackDown, siendo The Ascension eliminado después de que Big E cubriera a Viktor.
Desde finales del 2018 hasta a la actualidad no han vuelto a parecer en televisión y a penas se le has visto por backstage, pues su futuro aún es incierto.
El 8 de diciembre de 2019, mediante un anuncio en el sitio web de WWE, se indicó que Viktor, entre otros luchadores, había llegado a un acuerdo para dejar de formar parte de la empresa.

### Regreso al circuito independiente (2020)
Después de su lucha de WWE, Konnor y Viktor fueron anunciados para el evento Panqueques y Pilotos de Wrestling Revolver durante el fin de semana de WrestleMania 36. El 20 de febrero de 2020, The Ascension compitió en su primera lucha desde que salió de WWE en Outlaw Wrestling derrotando a Bull James y Bill Carr.

## Otros medios
Viktor hizo su debut en videojuegos como parte del paquete NXT Arrival DLC en WWE 2K15, luego reapareció como personaje jugable en WWE 2K16, WWE 2K17, WWE 2K18 y WWE 2K19. Forma equipo con Konnor como The Ascension en todas las apariciones.

## En lucha
- Movimiento finales
  - Canadian Lifter / Psycho Crusher / Flying European Uppercut (Diving European uppercut) – 2013
  - Diving knee strike– 2017–presente
  - Double underhook powerbomb – 2012, 2015–presente

- Movimietos de firma
  - Belly to belly suplex[22]
  - Running high knee[22]

## Campeonatos y logros
- Atomic Revolutionary Wrestling
  - ARW Tag Team Championship (1 vez, actual) - Big Kon

- Florida Championship Wrestling
  - FCW Florida Heavyweight Championship (2 veces)
  - Florida Tag Team Championship (1 vez) - con Brad Maddox[23]

- Ohio Valley Wrestling
  - OVW Heavyweight Championship (2 veces)
  - OVW Southern Tag Team Championship (1 vez) – con Vaughn Lilas

- Prairie Wrestling Alliance
  - PWA Mayhem Championship (1 vez)
  - PWA heavywheight championship (1 vez)

- Stampede Wrestling
  - Stampede Wrestling International Tag Team Championship (2 veces) – con Dave Swift
  - Stampede North American Heavyweight Championship (1 vez)

- WWE
  - NXT Tag Team Championship (1 vez) - con Conor O'Brian/Konnor